# 代达耶镇区
代达耶镇区，為緬甸伊洛瓦底省皮亞朋縣的行政區。2014年人口202,926人，區域面積897.19平方公里。代达耶為該鎮之行政中心。